# Mida Island
Mida Island (englisch; bulgarisch остров Мида ostrow Mida, deutsch ‚Muschelinsel‘) ist eine felsige, in west-östlicher Ausrichtung 204 m lange und 93 m breite Insel in der Gruppe der Wauwermans-Inseln im Wilhelm-Archipel vor der Graham-Küste des Grahamlands auf der Antarktischen Halbinsel. Sie liegt 2,9 km südlich von Host Island, 5,5 km nordwestlich von Zherav Island und 4,9 km nordöstlich von Kalmar Island (Dannebrog-Inseln).
Britische Wissenschaftler kartierten sie 2001. Die bulgarische Kommission für Antarktische Geographische Namen benannte sie 2020 deskriptiv, da ihre Form entfernt an eine Muschel erinnert.